# Sipyloidea tristis
Sipyloidea tristis är en insektsart som beskrevs av Ludwig Redtenbacher 1908. Sipyloidea tristis ingår i släktet Sipyloidea och familjen Diapheromeridae. Inga underarter finns listade i Catalogue of Life.